# Stelis hungarica
Stelis hungarica är en biart som beskrevs av Noskiewicz 1962. Stelis hungarica ingår i släktet pansarbin, och familjen buksamlarbin. Inga underarter finns listade i Catalogue of Life.